# 영암향교
영암향교(靈岩鄕校)는 대한민국 전라남도 영암군 영암읍 교동리에 있는 향교이다. 1985년 2월 25일 전라남도의 문화재자료 제126호로 지정되었다.

## 개요
향교는 공자와 여러 성현께 제사를 지내고 지방민의 교육과 교화를 위해 나라에서 세운 교육기관이다.
조선 세종 2년(1420)에 처음 지었으며, 임진왜란과 1918년 화재로 불타 없어진 것을 다시 세웠지만 한국전쟁으로 또 한 번 모두 불에 타서 없어지는 수난을 겪었다. 지금 있는 건물들은 1951년 대성전, 1963년 학생들의 기숙사인 동재·서재, 1969년 명륜당을 다시 세웠고, 나머지 건물들은 이후에 차례로 지은 것이다.
교육 공간과 제사 공간을 동서로 나란히 배치한 특이한 구조를 보이고 있다. 학생들이 모여 공부하는 강당인 명륜당은 앞면 4칸·옆면 2칸 규모로 지었다. 공자를 비롯하여 중국과 우리나라 성현의 위패를 모신 대성전은 소박하게 단장하였다. 그 외에 두 공간을 구분 짓는 내삼문이 있고 네모반듯한 연못을 볼 수 있다.
조선시대에는 나라에서 토지와 노비·책 등을 지원받아 학생을 가르쳤으나, 지금은 교육 기능은 없어지고 제사 기능만 남아 있다.

## 주변 건축 허용기준
2020년 1월 16일 '전라남도 지정문화재 역사문화환경 보존지역 내 건축행위 등에 관한 허용기준'이 고시되었다.

## 참고 자료
- 영암향교 - 국가유산청 국가유산포털